# Cliftonville Football & Athletic Club
El Cliftonville Football & Athletic Club es un club de fútbol de Irlanda del Norte, con sede en el norte de Belfast. Fue fundado en septiembre de 1879, y compite en la NIFL Premiership, máxima categoría del fútbol norirlandés.
Tiene cinco Ligas en su palmarés (1905/06, compartida con el Lisburn Distillery, 1909/10, 1997/98, 2012/13 y 2013/14). Los 88 años de diferencia entre su segundo y tercer título le convierten en el club de fútbol que más tiempo necesitó para repetir ganar una liga en todo el mundo.

## Historia
Fue fundado el 20 de septiembre de 1879 luego de un anuncio del Belfast News-Letter y el Northern Whig que decía que John McAlery, un joven empresario de Belfast y presidente del "Irish Tweed House", Royal Avenue, y después de muchos trámites del Rosemary Street, presentó al Cliftonville Association Football Club.
Solo una semana después de la publicación del anuncio, Cliftonville jugó su primer juego registrado en Cliftonville Cricket Ground contra una selección de jugadores de rugby conocidos como Quidnunces , el juego tuvo lugar el 29 de septiembre de 1879. El club recién formado, sin embargo, fue derrotado 2-1. 
La primera final de la Copa de Irlanda, jugada en Cliftonville el 9 de abril de 1881, vio una derrota por 1-0 contra Moyola Park , un oponente que era bien conocido por su "juego duro y brutal". Al año siguiente, Cliftonville volvió a perder en la final de la Copa de Irlanda, 1-0 contra Queen's Island.  En 1883, Cliftonville ganó la copa por primera vez con una victoria por 5-0 sobre el Ulster. 
Durante la década de 1880, Cliftonville también jugó en la FA Cup inglesa, compitiendo en la competencia propiamente dicha en 1886-1887 y 1887-1888.
La reunión inaugural de la Liga Irlandesa de Fútbol se celebró el 14 de marzo de 1890 en la Oficina de Belfast Estate del Marqués de Dufferin y Ava con M. McNeice (Cliftonville) como su primer presidente. Ocho clubes aceptaron participar: Cliftonville, Clarence, Milford, Oldpark, Distillery, Glentoran , Ulster y Linfield. En la temporada 1905-06, Cliftonville ganó la Liga por primera vez, un éxito que se repitió en la campaña 1909-10.
Siendo un equipo completamente amateur hasta principios de la década de 1970, Cliftonville posteriormente jugó un papel menor en el fútbol de Irlanda del Norte a medida que se afianzaba el profesionalismo. No fue hasta 1976, bajo el mando de Jackie Hutton y su asistente Jackie Patterson, que Cliftonville experimentó una "revolución en la fortuna" que alcanzó su punto máximo el 28 de abril de 1979 en la final de la Copa de Irlanda en Windsor Park . Ante 18.000 espectadores, la mayor asistencia en muchos años, Cliftonville venció a Portadown por 3-2 con goles de John Platt, Mike Adair y un ganador tardío de Tony Bell. Inusualmente, los Rojos jugaban en amarillo y azul ese día. Se lanzó una tira similar para la aparición del club en la obra maestra de 2009.
En los años posteriores a este logro, Cliftonville regresó a los niveles inferiores de la Liga Irlandesa , y en los noventa estuvo a menudo más cerca del descenso que de la cima. Sin embargo, las cosas empezaron a mejorar después de ganar la Floodlit Cup en 1996 y el County Antrim Shield en 1997 por primera vez en 88 años.
Bajo el mando de Marty Quinn, un jugador del equipo ganador de la copa de 1979, Cliftonville ganó la Liga Irlandesa en 1997–98 por primera vez en 88 años en Solitude después de un empate 1-1 contra Glentoran. La cobertura de UTV de la espera posterior al partido en el vestuario de casa, que estalló en celebración una vez que se confirmó la victoria por el título, llevó la victoria de los Rojos a una amplia audiencia. Después de que los jugadores de Cliftonville regresaran al campo de Solitude, el capitán de los Rojos, Mickey Donnelly, levantó el trofeo de la Liga Irlandesa. Donnelly fue nombrado nuevo Capitán al comienzo de la temporada después de reemplazar a Marty Tabb.
Ya en el siglo XXI, el club ganó dos títulos de liga en las temporadas 2012-13 y 2013-14.  La temporada 2012-13 fue la más exitosa en la historia del club. Una victoria en la final de la Copa de la Liga Irlandesa 2012-13 en enero de 2013 sobre sus rivales Crusaders fue seguida por un Campeonato de la Liga, cortesía de un penalti de noventa segundos de George McMullan contra Linfield el 14 de abril de 2013. El club perdió un triplete cuando fueron derrotados por 3-1 después de la prórroga en la final de la Copa de Irlanda 2012-13 ante Glentoran el 4 de mayo de 2013.

## Estadio
El Cliftonville juega sus partidos en Solitude, un campo de fútbol situado al norte de Belfast en el que juegan desde 1890.

## Palmarés

### Torneos nacionales
- Liga de Irlanda del Norte (5): 1905-06 (compartido), 1909-10, 1997-98, 2012-13, 2013-14.
- Copa de Irlanda del Norte (9): 1882-83, 1887-88, 1896-97, 1899-00, 1900-01, 1906-07, 1908-09, 1978-79, 2023-24.
- Copa de la Liga (7): 2003-04, 2012-13, 2013-14, 2014-15, 2015-16, 2021-22, 2024-25.
- Supercopa de Irlanda del Norte (2): 1998, 2014.
- Gold Cup (3): 1922-23, 1932-33, 1980-81.
- Floodlit Cup (1): 1995-96.
- Alhambra Cup (1): 1922-23.

### Torneos regionales
- County Antrim Shield (11): 1891-92, 1893-94, 1897-98, 1925-26, 1978-79, 1996-97, 2006-07, 2008-09, 2011-12, 2014-15, 2019-20
- Belfast Charity Cup (10): 1883-84, 1885-86, 1886-87, 1887-88, 1888-89, 1896-97, 1905-06, 1907-08, 1908-09, 1923-24

## Participación en competiciones de la UEFA
| Temporada | Torneo                        | Ronda             | Club              | Casa       | Visita | Global   |
| --------- | ----------------------------- | ----------------- | ----------------- | ---------- | ------ | -------- |
| 1979–80   | UEFA Cup Winners' Cup         | 1                 | Nantes            | 0–1        | 0–7    | 0–8      |
| 1996      | UEFA Intertoto Cup            | Grupo 1           | Standard Liège    | 0–3        |        | 5º Lugar |
| 1996      | UEFA Intertoto Cup            | Grupo 1           | Hapoel Haifa      |            | 1–1    | 5º Lugar |
| 1996      | UEFA Intertoto Cup            | Grupo 1           | VfB Stuttgart     | 1–4        |        | 5º Lugar |
| 1996      | UEFA Intertoto Cup            | Grupo 1           | Aalborg           |            | 0–4    | 5º Lugar |
| 1998–99   | UEFA Champions League         | 1ª Clasificatoria | Košice            | 1–5        | 0–8    | 1–13     |
| 2001      | UEFA Intertoto Cup            | 1ª Clasificatoria | Tiligul Tiraspol  | 1–3        | 0–1    | 1–4      |
| 2007      | UEFA Intertoto Cup            | 1                 | Dinaburg          | 1–1        | 1–0    | 2–1      |
| 2007      | UEFA Intertoto Cup            | 2                 | Gent              | 0–4        | 0–2    | 0–6      |
| 2008–09   | UEFA Cup                      | 1ª Clasificatoria | Copenhague        | 0–4        | 0–7    | 0–11     |
| 2010–11   | UEFA Europa League            | 2ª Calsificatoria | Cibalia           | 1–0        | 0–0    | 1–0      |
| 2010–11   | UEFA Europa League            | 3ª Clasificatoria | CSKA Sofia        | 1–2        | 0–3    | 1–5      |
| 2011–12   | UEFA Europa League            | 1ª Clasificatoria | The New Saints    | 0–1        | 1–1    | 1–2      |
| 2012–13   | UEFA Europa League            | 1ª Clasificatoria | Kalmar            | 1–0        | 0–4    | 1–4      |
| 2013–14   | UEFA Champions League         | 2ª Clasificatoria | Celtic            | 0–3        | 0–2    | 0–5      |
| 2014–15   | UEFA Champions League         | 2ª Clasificatoria | Debrecen          | 0–0        | 0–2    | 0–2      |
| 2016–17   | UEFA Europa League            | 1ª Clasificatoria | Differdange 03    | 2–0        | 1–1    | 3–1      |
| 2016–17   | UEFA Europa League            | 2ª Clasificatoria | AEK Larnaca       | 2–3        | 0–2    | 2–5      |
| 2018–19   | UEFA Europa League            | 1ª Clasificatoria | Nordsjælland      | 0–1        | 1–2    | 1–3      |
| 2019–20   | UEFA Europa League            | Preliminar        | Barry Town United | 4–0        | 0–0    | 4–0      |
| 2019–20   | UEFA Europa League            | 1ª Clasificatoria | Haugesund         | 0–1        | 1–5    | 1–6      |
| 2022–23   | UEFA Europa Conference League | 1ª Clasificatoria | Dunajská Streda   | 0-3        | 1-2    | 1–5      |
| 2024–25   | UEFA Conference League        | 2ª Clasificatoria | Auda              | 1–2        | 0–2    | 1–4      |
| 2025-26   | UEFA Conference League        | 1ª Clasificatoria | St Joseph's       | 2-3 (t.e.) | 2–2    | 3–4      |

## Rivalidades
El Cliftonville comparte una larga rivalidad con los llamados Dos Grandes de Belfast: el Glentoran F.C. y el Linfield F.C.. Pero su mayor rival se encuentra al norte de Belfast, el club Crusaders F.C., rivalidad conocida como el North Belfast Derby.